# Edith Kadivec
Ida Edith Kadivec (* 27. November 1879 in Sankt Martin (slo. Sveti Martin) bei Buzet, Istrien, Österreich-Ungarn; † nach 1952) war eine österreichische Autorin und Mittelpunkt eines spektakulären Prozesses, des Wiener Sadistenprozesses von 1924.

## Leben
Edith Kadivec wurde im slowenischen Teil von Istrien als Tochter eines Bahnbeamten geboren. Von 1885 bis 1894 besuchte sie die Volksschule in Unterwaltersdorf im österreichischen Bezirk Baden. Anschließend besuchte sie von 1894 bis 1898 die Lehrerbildungsanstalt der Ursulinen in Graz.
Danach war sie in Wien für ein Jahr als Privatlehrerin tätig, bevor sie am Lycée de filles von Nôtre Dame in Paris tätig wurde. In dieser Zeit will sie Vorlesungen zur Philosophie an der Universität Paris gehört haben. Wegen eines Nervenleidens ließ sie sich in Wien behandeln und lernte den Grafen Franz Schlick kennen. Der Graf war sadomasochistisch veranlagt. 1910 wurde Edith Kadivecs Tochter Edith aus diesem Verhältnis unehelich in Brüssel geboren. Nachdem Edith Kadivec sich mit ihrer Tochter in Paris aufgehalten hatte, kehrte sie 1915 nach Beginn des Ersten Weltkriegs mit der Tochter nach Wien zurück. Dort gab sie sich als verwitwete Baronin aus.
Am 1. Februar 1916 eröffnete sie unter dem Namen Cadvé eine Privatschule für moderne Sprachen. Sie inserierte regelmäßig als „strenge Sprachlehrerin“. Es wurden dort vor allem Schülerinnen und Schüler aus den Unterschichten unterrichtet. Ihnen wurden häufig Aufgaben gestellt, die diese nicht lösen konnten. Anschließend wurden die Kinder bestraft, wobei zahlende und teilweise prominente Kundschaft zuschauen konnte.

### Wiener Sadistenprozess
Am 24. Dezember 1923 wurde Edith Kadivec von der zwölfjährigen Gretl Pilz am Jugendgericht Wiens wegen Misshandlung angezeigt. Gretl Pilz war die Tochter einer Zugehfrau und stand unter der Vormundschaft Edith Kadivecs. Sie sagte aus, dass sie sich entkleiden oder zumindest das Gesäß entblößen musste, bevor sie sich über das Knie von Frau Cadvé legen musste. Diese schlug sie dann mit einer Lederpeitsche, jedoch nur, wenn Herren anwesend waren, die dafür zahlten. Am 3. Januar 1924 folgte eine amtsärztliche Untersuchung, bei welcher der Arzt einen gut sichtbaren Bluterguss feststellte. Ansonsten diagnostizierte er, dass keine Gesundheitsstörungen vorlägen und dass das Kind gut genährt gewesen sei. Ebenfalls am 3. Januar durchsuchte die Polizei das Etablissement der Frau Cadvé. Gefunden wurden diverse Schlaginstrumente, Briefe mit sadomasochistischen Inhalten, ein Tagebuch und ein Kassenbuch, mit dessen Hilfe eine Kundenliste erstellt wurde. Es sollte sich herausstellen, dass die Herren bei der Bestrafung masturbiert hatten und teilweise anschließend den Cunnilingus an der Beschuldigten vollführt hatten.
Zu Beginn des eigentlichen Prozesses wurde die Öffentlichkeit ausgeschlossen. Angeklagt wurde sie wegen Schändung und Verführung zur Unzucht in mehreren Fällen sowie wegen Unzucht wider die Natur. Der letzte Anklagepunkt bezog sich auf sexuelle Handlungen an ihrer Tochter, der Anklagepunkt wurde jedoch während der Verhandlung fallen gelassen. Die Angeklagte berief sich in dem Prozess auf das Züchtigungsrecht. Am 1. März 1924 wurde das Urteil verkündet, Edith Kadivec wurde zu einer siebenjährigen Haftstrafe verurteilt, zwei Mitangeklagte zu geringen Bewährungsstrafen. In der Berufung wurde die Strafe auf eine fünfjährige Haftstrafe verkürzt, am 18. Dezember 1927 wurde Edith Kadivec in der Folge einer Weihnachtsamnestie entlassen.
Der Prozess selbst wurde von einem großen Medieninteresse in Österreich begleitet, er überlagerte sogar die Berichterstattung zum Hochverratsprozess gegen Hitler wegen des Hitler-Ludendorff-Putschs (Hitler-Prozess). Unter anderem kommentierten Alfred Polgar und Karl Kraus den Fall. Polgar bezeichnete das Gerichtsurteil als sadistisch, Kraus als barbarisch.

### Autorin
Während ihrer Haftzeit verfasste sie das 1926 erschienene Buch Mein Schicksal – Bekenntnisse von Edith Cadwé mit der Hilfe des Journalisten Josef Kalmer. Das Buch wurde später unter dem Titel Unter der Peitsche der Leidenschaft neu aufgelegt. Wegen der eingehenden Beschreibung der Sexualpraktiken wurde das Werk ein wichtiges Werk der sadomasochistischen Literatur. 1931 erschien das Werk auch in Deutschland.
1932 erschien zu diesem ersten Buch ein Folgeband unter dem Titel Eros – der Sinn meines Lebens. Darin werden die Jahre nach ihrer Entlassung aus der Haft beschrieben.

### Weiteres Leben
1927 ließ sie amtlich ihren Namen in Edith Christally ändern. Es folgten zahlreiche Anträge auf eine Wiederaufnahme des Verfahrens von 1924, Petitionen und Entschädigungsklagen sowie Klagen gegen den gerichtlich eingesetzten Vormund der Tochter. Aufgrund eines Wiederaufnahmeantrages von 1937, der damit begründet war, sie sei das Opfer einer „jüdischen Weltverschwörung“, wurde sie im Mai 1940 gerichtlich für beschränkt entmündigt erklärt. Nachdem sie 1949 einen erneuten, mittlerweile den zehnten, Wiederaufnahmeantrag gestellt hatte, wurde abermals entschieden, dass sie beschränkt entmündigt sei. 1951 und 1952 war sie in der psychiatrischen Heilanstalt Am Steinhof in Wien untergebracht. Ein letzter dokumentierter Antrag auf Haftentschädigung datiert vom Frühjahr 1953.

## Werke
- Mein Schicksal – Bekenntnisse von Edith Cadwé, 1926
- Eros – der Sinn meines Lebens, 1932, Nachdruck von 1978 bei Heyne, ISBN 3-453-50122-5
- Bekenntnisse und Erlebnisse. Bibliothek des Bizarren, Band 1, Veröffentlichung von 2002, ISBN 3-923646-84-4
- Bekenntnisse und Erlebnisse. Bibliothek des Bizarren, Band 2, ISBN 3-923646-83-6